# Compon (héraldique)
Un compon est une portion de la bordure, du pal, de la bande, divisés en espaces égaux.

## Quelques exemples

### Bordure componée
| Blason de Centre-Val de Loire | Blason de Centre-Val de Loire Blasonnement : D'azur aux trois fleurs de lys d'or au lambel d'argent et à la bordure componée d'argent et de gueules. |

### Pal componé
| La commune de Coincy (Moselle) | La commune de Coincy (Moselle) Blasonnement : D'azur au pal componé d'argent et de gueules de six pièces. |

### Bande chargée d'un compon
| Armoiries de Pierre de Beaujeu. | Armoiries de Pierre de Beaujeu. Comme cadet de la maison de Bourbon, Pierre de Beaujeu commença par porter les armes de la maison de Bourbon brisées : la bande de gueules était chargée d'un compon aux armes des anciens sires de Beaujeu, soit un lion de sable sur champ d'or, un lambel de gueules brochant. |